# La Tête ailleurs
Pour plus de détails, voir Fiche technique et Distribution.
La Tête ailleurs est un film français réalisé par Frédéric Pelle et sorti en salles le 8 décembre 2010. Il s'agit du premier long métrage du réalisateur, d'après le roman Voyage voyages de Laurent Graff, publié en 2005.
Ce film a été sélectionné au Festival de Saint-Sébastien dans la catégorie Premio Kutxa-Nuevos Directores, à La Rochelle, à la Mostra Sao Paulo et Rouyn-Noranda.

## Synopsis
Patrick Perrin, croupier, rêve d'un nouveau départ. Mais où ? Seuls ses choix le lui diront...

## Fiche technique
- Titre : La Tête ailleurs[1]
- Réalisation : Frédéric Pelle
- Scénario : Frédéric Pelle avec et d'après l'œuvre de Laurent Graff
- Assistant réalisation: Vincent Guillerminet
- Photographie : Olivier Banon
- Montage : Anne Riegel
- Montage son: Anne Gibourg et Matthieu Cochin
- Compositeur: Stale Caspersen
- Mixage: Matthieu Cochin et Benjamin Jaussaud
- Décors : Stéphane Esturoune
- Costumes: Orlanda Laforêt et Elizabeth Mehu
- Production : Cécile Philippin pour Bianca Films
- Langue : français
- Durée : 83 minutes
- Distribution initiale en salles en France : Zelig Films Distribution
- Date de sortie :  France 8 décembre 2010

## Distribution
- Nicolas Abraham : Patrick Perrin[2]
- Jade Phan-Gia : Saranya
- Jean-François Gallotte : Eugenio, le collègue
- Philippe Duquesne : Le docteur Christophilos
- Anaïs Demoustier : Jeanne, la routarde
- Jean-Claude Lecas : Pascal, le voisin
- Patrick Vo : Simon, le fils de Saranya
- Mélanie Leray : Flavie
- Nicolas Giraud : le frère de Patrick
- Patrick Hautier : Monsieur Martinez, le patron
- Sylvie Jobert : le nouveau médecin
- Jacky Nercessian : le patron de l'Hôtel du Palais
- Léna Bréban : la vendeuse de la maroquinerie
- Jean-Luc Mimault : le vendeur de couteaux
- Frans Boyer : Franck, le nouveau croupier
- Reva Segonne : l'animatrice d'Hinano
- Pierre Renverseau : Monsieur Lopez
- Martine Delhumeau : un cliente du casino
- Fabrice Puthier :	le chef de partie
- Julien Schmidt : le barman du casino

## Tournage
- Ce film a été tourné, entre autres, à l'Aéroport de Paris-Charles-de-Gaulle.